# Lorenzo Latorre

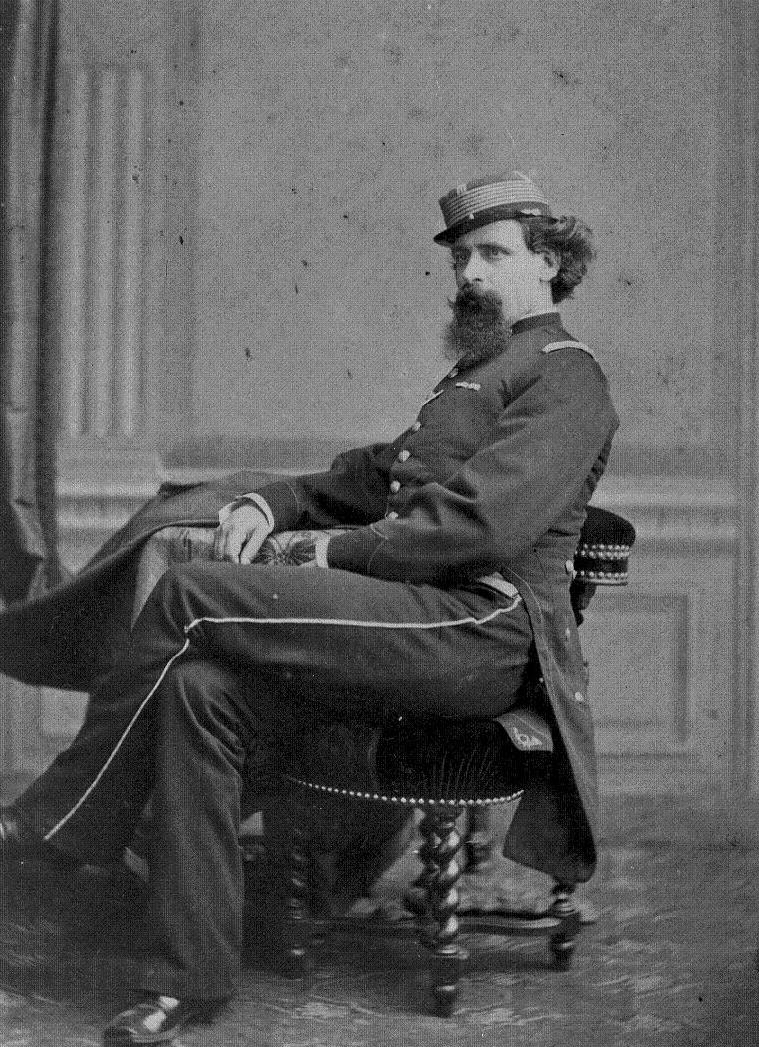
Lorenzo Latorre

Lorenzo Antonio Inocencio Latorre Jampen (* 28. Juli 1844 in Montevideo; † 18. Januar 1916 in Buenos Aires) war ein uruguayischer Politiker und Militär.

## Leben
Oberst Latorre, der der Partido Colorado angehörte, war zunächst Kriegsminister unter José Eugenio Ellauri. 1875 ergriff er selbst die Macht in Uruguay. Ende des Jahres 1875 überstand er die Revolution Tricolor. Zwischen dem 10. März 1876 und dem 14. Februar 1879 war er Gobernador Provisorio. Unter seiner Führung erfolgte eine Neuorganisation des Justizwesens, womit der voranschreitende Aufbau rechtsstaatlicher Strukturen in Uruguay verbunden war, der bereits mit dem Código Rural begonnen hatte. Zudem fiel in die Zeit seiner Diktatur die Anordnung der Umzäunung sämtlichen Weidelandes, verbunden mit einer Festschreibung der sich bis dahin in rechtsfreiem Raum entwickelnden Besitzverhältnisse. Dies hatte neben dem Entzug der Existenzgrundlage der Gauchos auch zur Folge, dass die Besitzer der Minifundien genannten, kleineren Landflächen ihren Landbesitz verloren. Auch die Entwicklung des Bildungswesen des Landes trieb er während seiner Regierungszeit gemeinsam mit José Pedro Varela voran.
In der Zeit vom 1. März 1879 bis zum 13. März 1880 war er offiziell Präsident von Uruguay.
Nach seinem Rücktritt erklärte er, dass sein Volk unregierbar sei und emigrierte ins argentinische Nachbarland. Jahrzehnte nach seinem Tod wurden seine sterblichen Überreste 1975 auf den National-Friedhof seines Heimatlandes überführt.

## Literarische Rezeption
Die Person Latorres fand auch in den Werken Karl Mays Verwendung.